# Baroniet Christiansdal
Baroniet Christiansdal var et dansk baroni oprettet 2. august 1743 for Ide Margrethe Reventlow af hovedgårdene Adserstrup og Grimsted. Baroniet blev i 1821 opløst til fordel for fideikommisgodset Liliendal.